# Путятине (Амурська область)
Путятине (рос. Путятино) — село у Мазановському районі Амурської області Російської Федерації. Розташоване на території українського історичного та етнічного краю Зелений Клин.
Входить до складу муніципального утворення Путятинська сільрада. Населення становить 265 осіб (2018).

## Історія
З січня 1926 року входить до складу Мазановського району, який згідно з постановою Президії Далькрайвиконкому від 20 березня 1931 був районом часткової українізації, в якому мало бути забезпечено обслуговування українського населення його рідною мовою шляхом створення спеціальних перекладових бюро при виконкомі та господарських організаціях.
З 20 жовтня 1932 року входить до складу новоутвореної Амурської області.
З 1 січня 2006 року входить до складу муніципального утворення Путятинська сільрада.

## Населення
| 2002 | 2010 | 2012 | 2013 | 2014 | 2015 | 2016 |
| ---- | ---- | ---- | ---- | ---- | ---- | ---- |
| 333  | ↘309 | →309 | ↘305 | ↘296 | ↘289 | ↘286 |
| 2017 | 2018 |      |      |      |      |      |
| ↘268 | ↘265 |      |      |      |      |      |